# نفق مغذي للعظم
النفق المغذي للعظم (بالإنجليزية: Nutrient canal)‏ أو القناة الغذائية. جميع العظام لها ثقوب كبيرة أو صغيرة (فتحات) (بالإنجليزية: foramina)‏ لدخول الأوعية الدموية المُغذية ، وتلك الفتحات تعرف باسم الثقبة المغذية (للعظم) (بالإنجليزية: nutrient foramina)‏. تكون تلك الثقوب كبيرة لا سيما في أجسام العظام الطويلة الكبيرة، و تؤدي تلك الثقوب إلى النفق المغذي للعظم أو القناة الغذائية (بالإنجليزية: Nutrient canal)‏ التي تمتد في تجويف النخاع  أو جوف النقي (بالإنجليزية:  medullary cavity)‏. تمرّ الأوردة جنبا إلى جنب مع عروق الشرايين المغذية عبر هذه القناة.
يوجد النفق المغذي للعظم (أو القناة الغذائية) في كل من العظام الطويلة و العظام غير المنتظمة. في العظام الطويلة توجد في جسم العظم، أما في العظام غير المنتظمة فتوجد في أماكن أخرى.